# What You've Done to Me
"What You've Done to Me" är en poplåt med text och musik av Dorian Burton och Lee Pincus. Den har bland annat framförts av Rock-Olga.

## Andra versioner
- Samma melodi används i sången "Myggan Hubert".
- 1994 spelades den in i instrumental version av dansbandet Curt Haagers på albumet Curt Haagers 12.[1]
- 1982 spelade Bröderna Djup in låten med svensk text: "Rensa stråpen"
- 1957 Micki Marlo & Paul Anka
- 1967 "Aldrig mer" Yvonne Norrman

### Fotnoter
1. ↑  ”Svensk mediedatabas”. http://smdb.kb.se/catalog/id/001506538. Läst 29 juli 2011.